# Xiamayu (sockenhuvudort i Kina, Shanxi Sheng, lat 39,40, long 113,11)
Xiamayu är en sockenhuvudort i Kina. Den ligger i provinsen Shanxi, i den norra delen av landet, omkring 180 kilometer norr om provinshuvudstaden Taiyuan. Antalet invånare är 9 922. Befolkningen består av 4 720 kvinnor och 5 202 män. Barn under 15 år utgör 16,0 %, vuxna 15-64 år 71 %, och äldre över 65 år 11,0 %.
Runt Xiamayu är det ganska tätbefolkat, med 116 invånare per kvadratkilometer. Närmaste större samhälle är Nanhezhong, 16,2 km nordost om Xiamayu. Trakten runt Xiamayu består i huvudsak av gräsmarker.
Genomsnittlig årsnederbörd är 701 millimeter. Den regnigaste månaden är juli, med i genomsnitt 185 mm nederbörd, och den torraste är januari, med 4 mm nederbörd.